# Ipidecla
Ipidecla is een geslacht van vlinders van de familie Lycaenidae, uit de onderfamilie Theclinae.

## Soorten
- I. crepundia (Druce, 1909)
- I. euprepes Hayward, 1940
- I. miadora Dyar, 1916
- I. monenopteron Dyar, 1918
- I. schausi (Godman & Salvin, 1887)